# Saint-Gilles-Croix-de-Vie

Saint-Gilles-Croix-de-Vie este o comună în departamentul Vendée, Franța. În 2009 avea o populație de 7,230 de locuitori.